# Ridvan Kardesoglu
Ridvan Kardesoglu (* 12. Oktober 1996 in Vaduz) ist ein liechtensteinisch-türkischer Fussballspieler.

## Karriere

### Verein
Kardesoglu spielte in seiner Jugend für den USV Eschen-Mauren, bei dem er 2015 in die A-Mannschaft befördert wurde. 2019 schloss er sich dem Schweizer Verein Chur 97 an. Anfang 2020 wechselte er zum FC Balzers. Im Sommer 2021 unterschrieb er einen Vertrag beim FC Ruggell.

### Nationalmannschaft
Er gab sein Länderspieldebüt für die liechtensteinische Fussballnationalmannschaft am 15. November 2019 beim 0:3 gegen Finnland im Rahmen der Qualifikation zur Fussball-Europameisterschaft 2021, als er in der 84. Minute für Yanik Frick eingewechselt wurde.